# Gmina Sali
Gmina Sali (chorw. Općina Sali) – gmina w Chorwacji, w żupanii zadarskiej. W 2011 roku liczyła  1698 mieszkańców.